# ディノ・ラム
ディノ・ラム（Dino Lamb、1998年4月18日 - ）は、イングランド出身のラグビーユニオン選手。イタリア代表キャップを持つ。ジャパンラグビーリーグワンの横浜キヤノンイーグルスに所属している。

## 略歴
14歳のときにイングランドのハーレクインズのアカデミーに選ばれ、2016年には同チームとプロ契約を結んだ。 
2016年、U18イングランド代表に選ばれた。2017年・2018年には、U20イングランド代表としてワールドラグビーU20チャンピオンシップに出場した。
同2017年9月、プレミアシップのノーサンプトン・セインツ戦で、ハーレクインズのシニア公式戦デビューを果たした。その後、2018年まで下位大会ナショナルリーグのワージングRFCにレンタル移籍した。 
2021年6月26日、エクセター・チーフスとのプレミアシップ決勝戦で控えから出場し、ハーレクインズは優勝を果たした。
2023年7月5日、父親がイタリアのトリノ出身であることから、ラグビーワールドカップ2023の強化試合に臨む イタリア代表メンバーに選出された。同年8月5日のアイルランド戦で、イタリア代表初キャップを獲得。 ラグビーワールドカップ2023にも出場した。 
2025年6月30日、ジャパンラグビーリーグワンの横浜キヤノンイーグルスへの入団を発表した。 